# Leptomenes nigritus
Leptomenes nigritus är en stekelart som först beskrevs av Kohl.  Leptomenes nigritus ingår i släktet Leptomenes och familjen Eumenidae. Inga underarter finns listade i Catalogue of Life.